# Joanna Halls
Pour les articles homonymes, voir Halls (homonymie).
Joanna « Jo » Halls, née le 20 octobre 1973 à Melbourne, est une escrimeuse australienne. Elle a participé aux Jeux olympiques d'été de 2000 et 2008.

## Carrière
Joanna Halls pratique en premier lieu le fleuret, auquel elle concourt aux Jeux olympiques d'Athènes et Pékin. Elle s'entraîne en Hongrie entre 2001 et 2004. Elle adopte l'épée comme arme de compétition après les Jeux de 2008, et obtient en 2013 la médaille d'argent aux championnats d'Asie.

## Classement en fin de saison
(depuis 2001)
| Année          | 2002 | 2003 | 2004 | 2005 | 2006 | 2007 | 2008 | 2009 | 2010 | 2011 | 2012 | 2013 | 2014 | 2015 |  |
| -------------- | ---- | ---- | ---- | ---- | ---- | ---- | ---- | ---- | ---- | ---- | ---- | ---- | ---- | ---- |  |
| Rang (fleuret) | 52   | 137  | 146  | 99   | 195  | 79   | 45   |      |      |      |      |      |      |      |  |
| Rang (épée)    |      |      |      |      |      |      |      | 108  | 69   | 98   | 431  | 36   | 40   | 85   |  |